# EF Education First
EF Education First je největší soukromá vzdělávací organizace na světě. Skládá se z 15 samostatných dceřiných společností a neziskových organizací zaměřených na jazykové vzdělávání, vzdělávací cesty, výměnné pobyty, au pair pobyty a akademické studie. EF má více než 43 500 zaměstnanců. Její síť 500 škol a kanceláři v 50 zemích světa pomohla více než 15 milionům mezinárodních studentů ke studiu v zahraniční. Cílem EF je prolomit jazykové, kulturní a zeměpisné bariéry.

## Historie společnosti
Společnost EF Education založil Bertil Hult ve Švédsku v roce 1965. V 70. letech minulého století nastal rychlý rozmach. Společnost otevřela nové pobočky v Německu, Nizozemsku, Francii, Itálii, Japonsku a Mexiku. Již v roce 1979 získává jazyková škola EF v Anglii akreditaci od ARELS (dnes Eglish UK), v témže roce je publikována první EF učebnice. Roku 1983 je otevřena první škola v USA a to v San Diegu v Kalifornii. V roce 1985 EF oslavuje jeden milion studentů. Koncem 80. let se otevírá první neanglická škola v německém Mnichově. V roce 1993 společnost otevírá pobočku pro výuku angličtiny v čínském Šanghaji. K příležitosti 40. výročí vzniku EF, v roce 2005, společnost představuje svou novou studijní metodu. V roce 2008 je EF jmenována oficiálním poskytovatelem jazykových školení pro Letní olympijské hry v Pekingu. Růst společnosti pokračuje i nadále, v roce 2009 bylo otevřeno několik dalších škol ve Spojených státech amerických, Kanadě, Spojeném království a Singapuru.
V létě 2024 byla EF Education First v Rusku prohlášena za „nežádoucí organizaci“.

## Mezinárodní jazykové školy

### Angličtina
- Spojené království: Bournemouth, Brighton, Bristol, Cambridge, Londýn, Manchester, Oxford, Eastbourne

- Irsko: Dublin

- Malta: St. Julian's

- Spojené státy americké: Boston, Chicago, Los Angeles, Miami, New York, San Diego, San Francisco, Santa Barbara, Seattle, Washington, D.C., Honolulu

- Kanada: Toronto, Vancouver, Vancouver Island

- Austrálie: Brisbane, Sydney, Perth

- Nový Zéland: Auckland

- Jižní Afrika: Kapské Město

- Singapur

### Čínština
- Čína: Peking

- Singapur

### Francouzština
- Francie: Nice, Paříž, St Raphael

### Italština
- Itálie: Řím

### Němčina
- Německo: Mnichov, Berlín

### Španělština
- Španělsko: Barcelona, Málaga, Madrid

- Kostarika: Playa Tamarindo

Japonština
- Japonsko: Tokio

Němčina
- Německo: Berlín, Mnichov

## Dceřiné společnosti
- EF Educational Tours
- EF International Language Schools
- Smithsonian Student Travel
- EF Go Ahead Tours
- EF College Break
- The Hult International Business School
- Huron University
- College Study Tours
- EF’s Englishtown.com
- EF English First